# Inuyashiki
Inuyashiki (яп. いぬやしき Инуясики) — японская манга в жанре научной фантастики, автором и иллюстратором которой является Хироя Оку. Выпуск первой главы состоялся в январе 2014 года в журнале Evening, последняя глава вышла в июле 2017 года. Всего было выпущено 10 томов манги. По мотивам манги студией MAPPA был выпущен 11-серийный аниме-сериал, который транслировался по японскому телеканалу Fuji TV с 12 октября по 22 декабря 2017 года.

## Сюжет
Инуясики Итиро — обыкновенный, пожилой офисный клерк и примерный семьянин. Однако члены семьи его как будто не замечают, дети стыдятся его бедности по меркам представителя среднего класса. Поэтому старик страдает от одиночества. Однажды, во время прогулки в парке, его и одного юношу случайно уничтожает инопланетный корабль, но чтобы не оставлять свои следы, на месте корабль создаёт двух киборгов, обладающих внешностью и памятью убитых. Новый Инуясики постепенно учится управлять своим новым телом и решает спасать жертв нападений и больных людей. Однако другой новоиспечённый киборг — Хиро Сисигами, наоборот начинает ради личного удовольствия убивать людей, сеять хаос, а затем решает уничтожить всё население Японии. Инуясики единственный, кто способен остановить новую угрозу.

## Персонажи
Итиро Инуясики (яп. 犬屋敷 壱郎 Инуясики Итироː)
Сэйю: Фумиё Кохината
Главный герой истории, 58-летний старик, который однако выглядит старше своего возраста. Работает офисным клерком и скромно зарабатывает. Скромный и тихий, будучи человеком был трусливым и не мог дать сдачи. Несмотря на то, что имеет машину, семью и новый дом — несчастен, так как жена постоянно осуждает мужа, дочь игнорирует отца, а сын стыдится его. Когда он узнал, что у него рак желудка последней стадии, не стал сообщать родным, не зная, будут ли они вовсе опечалены такой новостью. Изливая свои чувства в парке ночью, был случайно уничтожен инопланетным кораблём, который сразу же создал кибернетическую копию Инуясики с его памятью. Новый Инуясики постепенно стал изучать свою силу, но гораздо медленнее, чем Сисигами из-за своей пацифисткой природы, но всегда стремился использовать её во благо людей, спасая жертв насилия или излечивая больных. Помогая другим, Инуясики в этот момент «мог чувствовать себя живым». Позже, он вместе с Наоки решает сражаться против Сисигами, чтобы остановить его злодеяния.
Хиро Сисигами (яп. 獅子神 皓 Сисигами Хиро)
Сэйю: Нидзиро Мураками
Второй главный герой истории. Молодой человек, который наряду с Инуясики стал киборгом по тем же причинам. Психически нездоровый и инфантильный юноша, полная противоположность Инуясики, со своей новой силой он начинает жестоко убивать людей, даже не жалея детей, так как «убивая, чувствует себя живым», перед убийством, любит наблюдать за агонией жертвы и слушать мольбы о пощаде. Сисигами не следует каким либо планам, а его решение кого либо убить является спонтанной прихотью, или «игрой». На его психику негативно мог повлиять факт развода матери и отца. Ещё будучи человеком, проявлял садистские наклонности по отношению к животным. Когда общественность узнала о том, что Сисигами виноват в массовых убийствах, начал обижаться на полицию и общество, по-прежнему до конца не осознавая, что он сам виноват в таких событиях. При этом у Сисигами есть люди, к которым он привязан, например его мать, или позже Сион и желая защищать их, он временно отказывался убивать людей и даже соглашался лечить. Однако после самоубийства его матери (после того, как она узнала, что её сын — убийца), и осады полицией, окончательно обозлился на общество и решил убить всё населения Японии. Когда узнаёт об Инуясики, приходит в ярость, что кто-то смеет «ломать его игру».
Наоюки Андо (яп. 安堂 直行 Андоː Наоюки)
Сэйю: Каната Хонго
Бывший друг Сисигами, первым узнавший о его новых способностях. Сисигами даже не стал скрывать тот факт, что использует свою силу во зло. После того, как Сисигами убил обидчиков Наоюки, второй, окончательно испугавшись, попросил его больше не общаться с ним. Вскоре Наоюки познакомился с Инуясики, зная, что он такой же киборг и стал восхищаться его деяниями. Он помогал Инуясики освоить его силу на основании того, что видел у Сисигами. Когда Сисигами узнал о том, что Наоюки действует против него, он не стал его убивать, так как по-прежнему дорожил им, как другом.
Мари Инуясики (яп. 犬屋敷 麻理 Инуясики Мари)
Сэйю: Сумирэ Уэсака
Дочь Инуясики. Высокомерная и резкая девушка, которая последние годы полностью игнорировала отца, популярна в школе. Мечтает стать мангакой и хочет отправить свою работу на конкурс Jump. Когда узнала, что её отец — киборг, который спасает жизни, резко изменила своё мнение о нём. Чуть не погибла от отравления угарным газом из-за пожара, возникшего от врезавшегося в здание самолёта, сбитого Сисигами. Однако её успел реанимировать Инуясики.
Сион Ватанабэ (яп. 渡辺 しおん Ватанабэ Сион)
Сэйю: Сумирэ Морохоси
Бывшая одноклассница Сисигами, родители которой умерли, когда она была маленькой. Влюбилась в него, когда увидела, как он заступился за своего друга. После, когда юноша скрывался от полиции, приютила его в своей квартире, в которой проживала вместе с бабушкой, при этом отрицая тот факт, что он убийца. Сисигами намеревался убить Сион, скинув её с высоты птичьего полёта, но девушка молила его остаться вместе с ней. Парень, тронутый её словами, влюбился в девушку и даже согласился больше не убивать людей, а лечить их. Однако когда полиция раскрыла место укрытия Сисигами, солдаты заодно расстреляли Сион и её бабушку. И хотя Сисигами вылечил их, это побудило его начать снова убивать, но уже из мести. Сион поселилась с бабушкой в другой квартире. Сисигами продолжал посылать ей деньги, и даже после «уничтожения Японии» предложил жить за границей, но девушка, разочарованная тем, что он снова стал убивать, отказалась брать деньги и попросила больше никогда не появляться у неё на глазах.

## Медиа

### Манга
Выпуск первой главы манги состоялся в январе 2014 года в журнале Evening, последняя глава вышла в июле 2017 года. Всего было выпущено 10 томов манги. Kodansha Comics, подразделение компании Kodansha публиковало мангу на английском языке, а издание Crunchyroll выпускало главы в цифровом формате.

### Аниме
Аниме-адаптация манги, выпущенная студией MAPPA начала свою трансляцию 12 октября 2017 года, также состоялся анонс полнометражного фильмы с участием живых актёров в 2018 году. Открывающая тема к аниме — «My Hero», которую исполняет японская рок-группа Man with a Mission. Закрывающую тему — «Ai o Oshietekureta Kimi e» (яп. 愛を教えてくれた君へ, «To You Who Taught Me Love») исполняет группа Qaijff. Аниме было лицензированно компанией Amazon для показа на сайте Amazon Prime Video в Японии и за её пределами. Аниме также транслировалось на сайте Anime Strike в США. 
| 1 | Ichirō Inuyashiki «Инуясики Итироː» (犬屋敷壱郎)       | 12 октября 2017 года |
| Инуясики, офисный клерк, купил новый дом для своей семьи, однако родственники не ценят это. Старик страдает от одиночества и заводит собаку. От врача он узнаёт, что имеет рак желудка последней стадии, но решает не говорить семье, так как не знает, будут ли они вообще расстроены. Внезапно, ночью в парке старика и случайного юношу уничтожает инопланетный корабль. Заметая следы, взамен оригиналов пришельцы решают создать кибернетические копии с памятью уничтоженных. «Инуясики», используя свою новую силу, спасает бомжа от нападения толпы хулиганов. |                                                        |                      |
| 2 | Hiro Shishigami «Сисигами Хиро» (獅子神皓)             | 10 октября 2017 года |
| Хиро Сисигами наряду с Инуясики стал киборгом. Он волнуется о состоянии своего друга Наоки Андо и уговаривает его вернуться в школу, затем демонстрирует ему свою новую силу и как он использует её во вред окружающим. Хиро затем один входит в случайный частный дом и убивает всех его жителей. |                                                        |                      |
| 3 | Naoyuki Ando «Андоː Наоюки» (安堂直行)                 | 26 октября 2017 года |
| Инуясики использует свою силу, чтобы спасать случайных жертв, избивая хулиганов и даже вызволяет людей из пожара. Тем временем Сисигами видит хулиганов, из-за которых Наоюки не приходил в школу и убил их всех. Наоюки окончательно пугается силы Сисигами, и осознавая, какую он несёт в себе опасность, больше не желает с ним общаться. Сисигами продолжает убивать случайных жителей частных домов. |                                                        |                      |
| 4 | Samejima «Самэдзима» (鮫島)                            | 2 ноября 2017 года   |
| Инуясики сталкивается в бандой якудза, которые похищают молодых девушек, накачивают их наркотиками, насилуют и затем убивают. Их очередной жертвой становится Фумио, но старик имеет возможность спасти девушку и наказать якудза. |                                                        |                      |
| 5 | Yuko Shishigami «Сисигами Юко» (獅子神優子)            | 9 ноября 2017 года   |
| Инуясики открывает в себе способность лечить любые раны и заболевания и решает тайно излечивать пациентов больниц. Тем временем убийства, учинённые Сисигами, взволновали японскую общественность, которая не может найти каких либо улик. Одновременно СМИ говорят о «таинственном ангеле», который излечивает больных. Наоюки понимает, что помимо Сисигами, есть кто-то другой с такой же силой и решает позвать его на помощь, призывая к себе Инуясики. Наоюки рассказывает о Сисигами и что он является убийцей. Инуясики и Наоюки объединяются в борьбе против Сисигами. Тем временем Сисигами излечивает свою мать от рака и решает перевести её в лучшую квартиру, видя как волнуется из-за новостей его мать, неподозревающая, что убийца и есть её сын. Сисигами решает прекратить убивать людей. |                                                        |                      |
| 6 | People of 2 Chan «Нотян но хито тати» (２ｃｈの人たち) | 16 ноября 2017 года  |
| Полиция совершила нападение на квартиру Сисигами и его матери, так как узнала, что он главный подозреваемый в убийствах. Однако никто не способен поймать Сисигами с его совершенным телом. Тем временем Наоюки помогает изучить новые возможности тела Инуясики, которые он видел у Сисигами. Весь интернет говорит о Сисигами, на него и его мать сыпятся тысячи оскорблений от интернет-троллей из 2chan. Не выдерживая таких событий, мать Сисигами кончает самоубийством. Сисигами срывается и сначала убивает толпу репортёров, а затем по очереди убивает самых активных троллей 2chan. |                                                        |                      |
| 7 | Shion Watanabe «Ватанабэ Сион» (渡辺しおん)            | 23 ноября 2017 года  |
| Сисигами находит приют у своей бывшей одноклассницы Сион, которая делает вид, что не знает о том, что он серийный убийца. Сначала Сисигами намеревался также убить и Сион с её бабушкой, однако девушка молила остаться его с ней и тот проникаясь словами девушки, решает снова больше не убивать людей, а тайно лечить их. Тем не менее полиция выследила, где прячется Сисигами и напала на дом, смертельно ранив Сион и её бабушку. |                                                        |                      |
| 8 | Mari Inuyashiki «Инуясики Мари» (犬屋敷麻理)           | 30 ноября 2017 года  |
| Сисигами сбегает от полиции вместе с раненной Сион и её бабушкой и затем излечивает их, сам сбегая один. Тем временем Инуясики рассказывает Наоюки о своих сложных взаимоотношениях с дочерью Мари и сам вскоре узнаёт, что девушка мечтает стать мангакой, с чем не согласна мать. Мари является одноклассницей Наоюки и случайно замечает, что парень общается с Инуясики. Девушку смущает, что её одноклассник общается с её отцом и решает проследить за ними. Она становится свидетелем того, что Инуясики тайно излечивает больных, понимая, что он и есть тот самый таинственный ангел, о котором сообщали СМИ и понимает, что её отец является роботом. Ночью Сисигами нападает на полицейский участок и убивает там всех работников, тем самым объявив войну полиции, вознамерившись уничтожить её. |                                                        |                      |
| 9 | Shihjuku People «Синдзюку но Хито-тати» (新宿の人たち) | 7 декабря 2017 года  |
| Сисигами становится знаменитым на всю Японию, после того, как уничтожил армию полицейских. У юноши даже появляются фанаты, однако Сисигами неожиданно решает уничтожить всё население Японии и публично заявив это по взломанным телевизорам, начинает убивать людей через дисплеи смартфонов. Вскоре Сисигами понимает, что Наоюки объединился с «другим киборгом» против него. На следующий день Сисигами решает убить уже 1000 человек и начинает разбивать все пассажирские самолёты об здания Токио. |                                                        |                      |
| 10 | People of Tokyo «Тоːкёː но Хито-тати» (東京の人たち)   | 14 декабря 2017 года |
| Сисигами разбивает множество самолётов, однако часть из них спасает Инуясики, посадив их в бухту. Сисигами приходит в ярость и нападает на Инуясики, однако старик хочет как можно быстрее спасти свою дочь, которая оказалась в здании, в которое врезался самолёт и задыхается от возникшего пожара. Инуясики понимает, что Сисигами его не отпустит, атакует его всеми своими силами и побеждает, разломав Сисигами на несколько частей. Инуясики летит к своей дочери, но та уже задохнулась от дыма. Отчаянный старик пытается реанимировать свою дочь. Ему это удаётся. После этого он принялся спасать других раненных людей и лечить их. Между тем две молодые женщины находят тяжело повреждённое тело Сисигами на дороге.                                                                          |                                                        |                      |
| 11 | People of Earth «Тикую но Хито-тати» (地球の人たち)    | 21 декабря 2017 года |
| Инуясики признаётся своей семье, что является механической подделкой, однако его жена продолжает верить в то, что он есть Инуясики. Сисигами, который снова восстановился, решает посетить Наоюки, но тот в испуге просит его удалиться. Сисигами даёт понять, что не желает вредить другу. Тем временем к земле приближается метеорит, который грозит уничтожить всё живое на земле. Инуясики и Сисигами впервые объединяются, чтобы уничтожить метеорит и жертвуют своими телами, уничтожая камень. |                                                        |                      |

### Полнометражный фильм
21 декабря 2017 года, в интернете был опубликован трейлер одноимённого полнометражного фильма, снятого по мотивам манги Inuyashiki. Выход фильма состоится 20 апреля 2018 года, режиссёром выступил Синсукэ Сато, который раннее выступал режиссёром фильма Ганц. В роли Инуясики Итиро выступает Норитакэ Кинаси, а в роли Сисигами Хиро — Такэру Сато.

## Восприятие
По версии Oricon, второй том манги занял 18 место в списке самых продаваемых манг и по состоянию на 2 ноября 2014 года, было продано 76,886 копий. Третий том занял 15 место и по состоянию на 1 марта 2015 года, было продано 74,974 его копий. Из-за низких продаж манги, Оку, автор работы решает закончить историю на 10 томе.
Inuyashiki стала одной из работ, которую отобрала жюри на 18-м фестивале Japan Media Arts Festival, также манга номинировалась на лучший комикс, на 44 вручении премии Международного фестиваля комиксов в Ангулеме.

### Критика
Тоси Накамура из сайта Kotaku заметил схожесть формулы сюжета с мангой Gantz, ранней работы Хирои Оку, в частности главный герой, проводящий свои будние дни. Оказывается в диковинной для себя ситуации он немедленно должен осваивать новые правила и стратегии выживания. Главный герой — хороший персонаж, приятно наблюдать, как он храбро расправляется с головорезами. Манга окунает читателя в захватывающие события и сюжетные разборки, при этом сохраняя тайну вокруг того, что происходит. Хотя некоторые сюжетные линии длятся мучительно долго. От таких же грехов страдал и Gantz.

### Ограничения на распространение
20 января 2021 года в Колпинском районном суде Санкт-Петербурга было вынесено постановление о запрете распространения аниме-сериала «Инуяшики» на двух интернет-сайтах.